# Trina Solar
Trina Solar Co., Ltd. (SSE: 688599, em mandarim ), fundada em 1997, fabrica, vende e faz pesquisa e desenvolvimento de produtos fotovoltáicos, EPC e O&M. Também desenvolve e vende sistemas complementares de micro-rede e multienergia inteligentes e operações de plataforma de nuvem de energia. Em 2018, a Trina Solar lançou a marca Energy IoT, estabeleceu a Trina Energy IoT Industrial Development Alliance junto com empresas líderes e institutos de pesquisa na China e em outros lugares e fundou o Centro de Inovação Industrial New Energy IoT. Em junho de 2020, a Trina Solar foi listada no Mercado STAR da Bolsa de Valores de Xangai.
No mercado brasileiro, disputa uma fatia importante do mercado realizando acordos comerciais com distribuidoras locais.